# Lai Chi Wai
Lai Chi Wai (chiń. 黎志偉; ur. 1982 roku) – hongkoński wspinacz sportowy, specjalizował się we wspinaczce na czas oraz w klasycznej. Dwukrotny Mistrz Azji we wspinaczce na czas z 2002 oraz z 2003.

## Kariera sportowa
Dwukrotny mistrz Azji we wspinaczce sportowej w konkurencji na czas w latach 2002 oraz 2003. W roku 2000 i 2006 zdobył srebrne medale mistrzostw Azji.
Jest czterokrotnym mistrzem azjatyckich mistrzostw wspinaczki skalnej oraz zwycięzcą sportów ekstremalnych X-Game. W dniu 9 grudnia 2011 roku doznał poważnego wypadku drogowego, po powrocie do zdrowia uprawia wspinaczkę na wózku inwalidzkim.

## Osiągnięcia

### Mistrzostwa Azji
| Konkurencje        | 2000 | 2002 | 2003 | 2004 | 2005 | 2006 | 2007 | 2008 | 2009 | 2010 |
| Bouldering         | —    | —    | —    | —    | —    | 5    | 6    | 14   | 7    | 7    |
| Prowadzenie        | —    | 26   | 30   | —    | 9    | —    | —    | —    | —    | 25   |
| Wspinaczka na czas | 2    | 1    | 1    | 4    | 5    | 2    | 5    | 10   | 7    | 15   |